# 羊鮈鱥
羊鮈鱥（学名：Hybopsis amnis）为輻鰭魚綱鯉形目雅羅魚科鮈鱥屬的其中一種，分布於北美洲美國密西西比河流域，本魚體細長且側扁，吻鈍，體色銀色，體側具一條從頭部延伸到尾巴的細橫條紋，體長可達8.4公分，棲息在沙泥底質、水流緩慢的河川。